# Diósgyőri Papírgyár
A Diósgyőri Papírgyár (DIPA Zrt.) 1782-ben alapított magyar papíripari cég, amely az ország egyetlen bankjegy- és biztonságipapír-gyártó vállalata. Miskolc-Diósgyőr Felsőgyőr városrészében, a Hegyalja út 203/1. szám alatt található, és Papíripari Múzeumot is működtet.
Diósgyőrben Martinyi Sámuel 1782-ben alapította a papírmalmot, és 1836-ig, haláláig vezette. Örökösei 1842-ben eladták az üzemet Fiedler Károly kassai kereskedőnek és társainak, akik már működésük elején komoly sikert értek el a papírgyár termékeivel az 1846-os ipari kiállításon (elnyerték a kiállítás nagy ezüstérmét), amivel megteremtették szakmai tekintélyüket a hazai papír-iparágban. Ennek következtében állami megrendeléseket kaptak (például a gyár minőségi, vízjeles papírjaira), aminek a volumene az idők folyamán csak nőtt. Termékeik kiváló minősége révén a 19. század második felében is sikerült az élen maradniuk.
A papírgyár új tulajdonosa 1879-ben Kolba Mihály iglói papíripari szakember lett, aki 16 000 forintért vette meg az üzemet. A gyárban sokáig megtartották a papírkészítés hagyományos módszerét, még az első hengerszitás papírgép 1890. évi termelésbe állítása után is fennmaradt a merítőszitás technológia. Erre az időszakra is esik szakmai elismerés: az 1900-as párizsi világkiállításon a papírgyár elnyerte a kiállítás nagy aranyérmét. A Kolba Károly vezette gyárban a századforduló idején komoly fejlesztésekbe kezdtek, megvásárolták a környező telkeket, új gyártelepet építettek, műszaki fejlesztéseket hajtottak végre. Az első világháború utáni helyzet azonban nehéz helyzetbe hozta a vállalkozást, és 1925 végén – a Magyar Nemzeti Bank pénzügyi közreműködésével és vezető szerepével – részvénytársasággá alakultak. Az új struktúrában a cég sikerrel vészelte át a nagy gazdasági világválságot is. A második világháború idején a gyár egyik terméke volt az a rossz emlékű műbőrféleség, amit katonai bakancsok készítésére használtak.
A háború után az államosítás volt a legfontosabb esemény a papírgyár életében. Az ötvenes években technikai korszerűsítések sorát hajtották végre, és a termelt mennyiség folyamatosan nőtt. 1963-ban a gyár a Papíripari Vállalat nevű tröszt része lett, ettől kezdve beindult a tömegtermelés, és megkezdődött a papírfeldolgozás is. 1990-ben, a rendszerváltás idején a gyár leányvállalat lett, majd 1993-ban a Pénzjegynyomda tulajdonába került, és azóta újra részvénytársaságként működik. A papírgyár mai tevékenysége bankjegy-, okmány-, érték-, jegyalappapírok, vízjeles nyomópapírok, illetve biztonsági kartonok gyártása.

## A magyarországi papírgyártás kezdetei

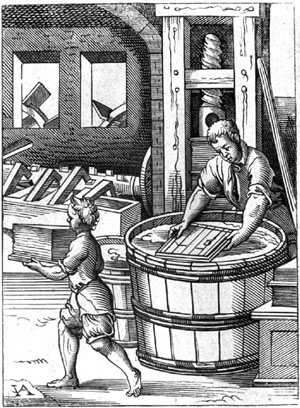
Papírgyártás a 16. században

Magyarországon a papír alkalmazása nehezen indult, mert az írástudók és a megbízók – a megszokás és az élettartam okán – sokáig inkább a pergament részesítették előnyben. Károly Róbert és Nagy Lajos korában az itáliai kapcsolatok fejlődése révén került Magyarországra kereskedelmi mennyiségű papír, amit főleg Budán, Pozsonyban, Kassán és Brassóban értékesítettek. Az első ismert, papírra írt dokumentum Pozsonyban, Károly Róbert udvarában íródott, Gentilis bíboros 1310. május 1-jei keltezésű oklevele. Anyaga egy 172×235 milliméter méretű, valószínűleg itáliai eredetű lap, és a Magyar Nemzeti Levéltár őrzi. A papír végül a 15. századtól vált általánosabban használttá, elsősorban olcsósága miatt (a pergamen huszonötször volt drágább). Az első magyar papírmalmot Lőcsén működtették, amiről Sperfogel Konrád lőcsei bíró Diárium című városi krónikájában olvashatjuk, hogy 1530-ban leégett. Hazai papírmalmok ennek ellenére csekély számban működtek, amiben szerepe van a török megszállásnak is. A 16. század végén két papírmalom a Felvidéken, négy Erdélyben létesült. Lassú fellendülés csak a 18. században indult meg, de a magyar malmok sem kapacitásban, sem minőségben nem tudták felvenni a versenyt a német, olasz és osztrák papírral.
A 18. században Bécs eleinte nem gátolta a magyarországi gyáralapításokat, de hamarosan változott a helyzet, a század végén királyi rendelet jelent meg: „A finomabb gyártmányok készítése és azok eladása is Magyarország felé a német örökös tartományoknak legyen fenntartva.” Ettől kezdve a gyáralapítási beadványokat bürokratikus eszközökkel igyekeztek bonyolultabbá tenni, „százféle nehézséggel” akadályozni.
A hazai papírmalmok átalakítása papírgyárakká a 19. század elején kezdődött. Kossuth Lajos kezdeményezésére 1842-ben jött létre az Ipartestület, amelynek elsőrendű célja az hazai iparosítás elősegítése volt. Ezt használta fel Fiedler Károly, aki éppen abban az évben vette át a diósgyőri papírmalmot. Kossuth, az 1846. évi, első magyar iparműkiállítás papíripari vonatkozásairól (is) részletes beszámolót készített az Országos Ipartestület számára. „Honunkban a papirosmalmok száma a százat bizonnyal meghaladja; terményeik azonban csak igen kevéssé valának az első műkiállításon képviselve” – írta. A „diós győri merített papír gyár” azonban részt vett a kiállításon, és az ott gyártott papír minőségét oklevéllel ismerték el.

## A diósgyőri papírgyár története

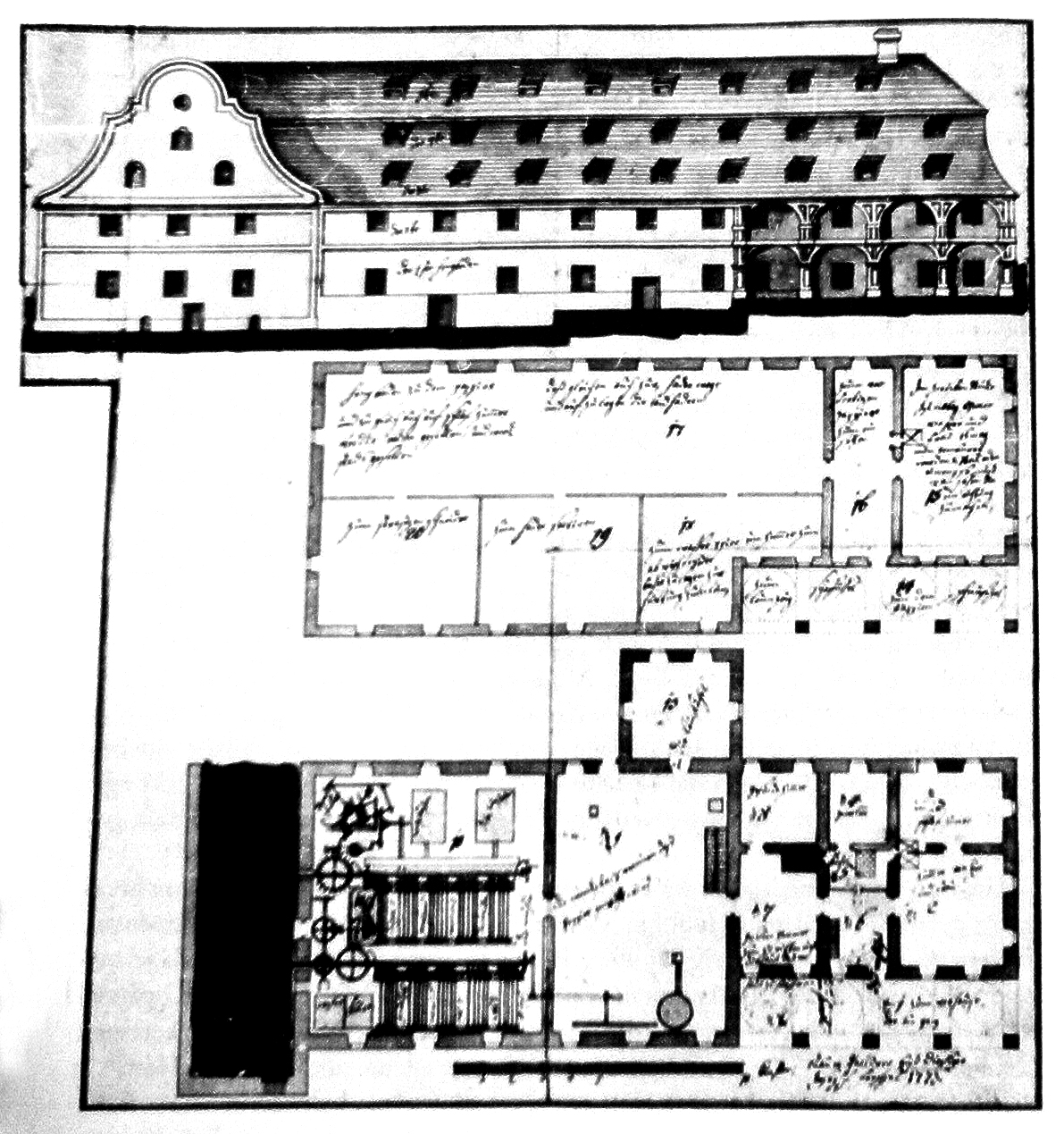
Forschel terve

A 18. század elején a diósgyőri uradalomban két vízimalom, hat ser- és pálinkafőzőház, egy kölesőrlő malom és egy kallómalom működött, majd nem sokkal később felépült egy fűrészmalom is, amit a Bükk-vidék erdőségei faanyagának feldolgozása indokolt. A század közepe táján Fazola Henrik létesített kamarai engedéllyel vasolvasztó és vasverő hámorokat.

### Az első alapítási kísérlet
A diósgyőri papírgyártás – akkoriban „fehér mívesség”-nek nevezték – elindítása először 1770 körül merült fel. 1773 januárjában kamarai megbízólevéllel Altmann Ernő csehországi papírkészítő mester érkezett Diósgyőrbe. (Altmann már korábban, 1743-ban is járt a környéken, akkor Csabán, a Hejő patak mentén létesített papírmalmot, amely azonban gazdaságtalanná vált, és gabonamalommá alakult.) Megérkezése után Altmann jelentkezett a diósgyőri uradalom vezetőjénél, Szőllőssy Ferencnél, és bemutatta iratait. Azonnal munkához látott, és az ispánnal végigjárta a Szinva völgyét. A legalkalmasabbnak a Szinva Diósgyőr fölötti egyik szakaszát találta, ahol a vízfolyás elég gyors, emiatt télen sem fagy be, és ahol már 70 éve működött egy kallómalom. A papírmalom terveit Joseph Forschel és Joseph Obenxünther készíttette el. A ma is meglévő tervrajzok az osztrák technológiának megfelelő gyárépületet mutatnak, ahol 4–8 munkás dolgozhatott. A beruházás összköltsége 11 877 forint 30 krajcár volt, amit Szőllőssy drágállt, és e véleményét megküldte a kamarának, Pozsonyba (Altmann már ezt megelőzően eljuttatta ide a terveit), egyben azt is javasolta, hogy az építkezéssel és majdan a működtetéssel is őt bízzák meg. A kamara tanácsa február 24-én tárgyalta az ügyet, ahol nemleges vélemény alakult ki, de a végleges döntéshez Szőllősytől még további állásfoglalást kértek. A beérkező felemás vélemény birtokában március 16-án nem javasolták az uralkodónak a beruházás elfogadását. A végleges elutasító határozat június 9-én született meg, egyben Altmannt visszarendelték Csehországba. A határozatot később áthúzták, és elképzelhető, hogy valamikor ismét elővették és újratárgyalták a javaslatot.

### A papírmalom alapítása
A diósgyőri papírmalmot a Gömör vármegyei Rochfalváról érkező Martinyi Sámuel alapította, de létesítésének időpontjáról nincs pontos adat, csupán közvetett bizonyítékok alapján következtettek arra, hogy a papírmalmot 1782-ben állították üzembe. Elképzelhető, hogy a papírmalom az előző telepítési javaslat újratárgyalása eredményeként létesülhetett. Egy 1898-ban megjelent, A magyar Korona Országának Gyáripara című kiadvány 1769-es dátumot ad meg a papírgyár alapításával kapcsolatban, de a forrása nem ismert. Az 1782-es alapítás időpontját bizonyító erejű irat egy céges levélpapír, amelyet Kolba Mihály (1879-től a papírgyár tulajdonosa) készíttetett az 1896-os ezredéves kiállításra. Ezt a dátumot más későbbi dokumentumok is ismertetik. Az első vízjeles (dátumozott) diósgyőri papíron az 1802. október 2-ai dátum olvasható. A malomépítést feltehetően az udvar abbéli belátása tette lehetővé, miszerint a térségben nem működött papírmalom, pedig a jelentések, elszámolások és egyéb hivatalos iratok elkészítéséhez komoly papírmennyiségre volt szükség. Ezt a lehetőséget használta ki Martinyi Sámuel, aki a Rochfalván sikeresen működő papírmalmát adta fel a diósgyőri kedvéért. Tőle is ismert egy 1800 novemberéből származó kérvény. Martinyi évi 15 forintért kibérelte a „Görbe part” alatti területet, és az Altmann terveitől kisebb, a rochfalvaihoz hasonló malmot (háromkerekű, 30 kalapácsos zúzóművel, egy hollandival és egy káddal) működtetett.
Ezt követően hosszú ideig nem találni adatot a diósgyőri papírmalommal kapcsolatban, csak I. Ferenc gyárstatisztikai felmérése kapcsán bukkant fel említés egy Diósgyőrbe tervezett fegyvergyárral kapcsolatos jelentésben: „A papírmalmot három hónapon belül át lehetne alakítani csőhámorrá.” A papírgyártást veszélyeztető tervből végül nem valósult meg semmi.
Martinyi Sámuel komoly nehézségek közepette működtette papírmalmát, elsősorban a minőségi rongyellátás okozott nehézséget. Martinyi 1836-ban elhunyt, özvegye, Farkas Mária pedig nem tudta folytatni a termelést, mert legjobb szakembere, Mihály Sámuel papírkészítő legény is meghalt. A papírmalmot ezért 1838-ban felajánlotta megvételre a kincstárnak, de nem kapott választ. Végül árverést rendezett, és Fiedler Károly kassai kereskedő és társai (Sandoss, máshol Sandorasz Ernő kassai, Gotthard György szepességi és Lichtenstein József miskolci kereskedő) kezébe került a malom. Fiedlerék 1842. november 1-jétől tizenkét évre szóló bérleti szerződést kötöttek az uradalommal, a nevét pedig Császári és Királyi Papírosgyárra változtatták.

### A diósgyőri papírgyár első évei

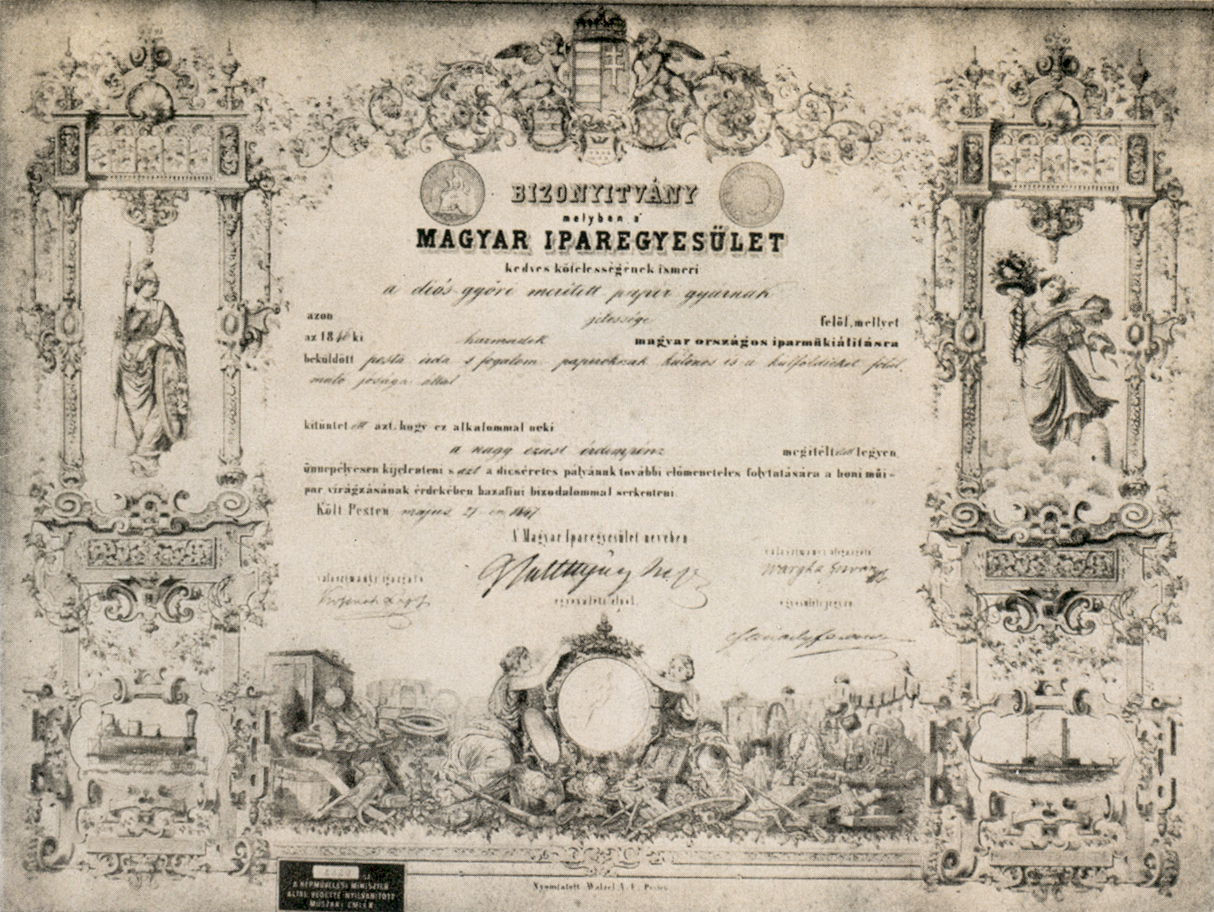
Az 1847-ben kapott iparműkiállítási oklevél

A diósgyőri papírmalom Martinyi Sámuel tervei szerint valósult meg, és a termelés – a megváltozott név ellenére – még ezekben az időkben is sokkal inkább manufakturális, mint gyári, ipari jellegű volt. Mindazonáltal a napóleoni háborúk időben és térben messzire ható konjunkturális hatásai megteremtették a későbbi gyáripari tevékenység alapjait.
Az 1842-ben, Kossuth Lajos kezdeményezésére megalakult Ipartestület első kezdeményezése az Országos Ipari Kiállítás megszervezése volt. Az 1842. június 20-án kelt meghívó levél ellenére a diósgyőri papírüzem nem tudott részt venni a kiállításon, Fiedler Károly még épp csak az átvételt intézte (más természetű vállalkozásai termékeivel azért jelen volt a kiállításon). Maga a kiállítás kissé elhamarkodott volt (mindössze 213 iparos állított ki, összesen 298 tárgyat), ezt később Kossuth is elismerte. Az 1845. évi rendezvény után az újabb kiállítást, komolyabb előkészítő munkát követően, 1846-ra hirdették meg. Az előkészületekről a Hetilapok 1846 tavaszán számolt be: „…kíváncsiak voltunk kissé hírét venni, hogy kik és mit küldöttek immár a kiállításra. Mert valóban érdekes mind a két kérdés megoldása… És gyönyörünkre, és megnyugvással, és az elismerés érzetére fakadva értesültünk arról, hogy a vállalkozók névsora úgy, mint a küldemények lajstroma a föllebbi két tekintetben igen örvendetes…  Papír jő Fiuméből, Hermaneczről, Körmöczről, Nagy Szlabosról, Chorepából, Murányból, talán Diós-Győrből.” Diósgyőr természetesen részt vett a kiállításon, és a bíráló bizottság nagy ezüstéremmel jutalmazta a diósgyőri papírokat, a díszes oklevelet többek között Kossuth és Batthyány írta alá.
Az oklevél szövege:

„Bizonyítvány, melyben a Magyar Iparegyesület kedves kötelességének ismeri a Diós-Győri merített papírgyárnak azon jelessége felől, mellyet az 1846.iki harmadik magyar országos iparműkiállításra beküldött posta, iroda, s fogalom papíroknak különös és a külföldieket fölül múló jósága által kitüntetett azt, hogy ez alkalommal neki a nagy ezüst érdempénz megítéltetett legyen ünnepélyesen kijelenteni, s azt a dicséretes pályának további előmeneteles folytatására a honi műipar virágzásának érdekében hazafiúi bizodalommal serkenteni.

Költ Pesten május 27.-én 1847”
Ez az országos kiállítás már jóval szélesebb körű volt: hetven iparág képviseletében 516 kiállító vett részt. A kiállításon a többi papírgyártó is szépen szerepelt: nagy aranyérmet nyert a fiumei, kis aranyérmet a hermaneci, míg nagy ezüstöt – Diósgyőr mellett – a körmöci és a nagyszlabosi gyár kapott.
Az oklevél szövegéből fontos kiemelni „a külföldieket fölül múló” kitételt, ami azért is fontos, mert a jó minőségű rongy alapanyag (ami a jó minőségű papír gyártásának feltétele volt) beszerzése az egész országban, az összes papírgyár számára komoly gondot jelentett. Fiedler azonban jó üzleti kapcsolatai révén mindig hozzá tudott jutni megfelelő alapanyaghoz, ezzel együtt a minőségi papírt kívánó állandó megrendelőkhöz is. A diósgyőri papírgyár már az 1840-es évek közepén széles körben árusított, nagy vevőköre, több raktára és lerakata volt, elsősorban a társtulajdonosok lakóhelyén, Kassán Fiedler Károlynál, Iglón Hermann Adolfnál. A későbbiekben Pesten és Erdélyben is berendezkedtek a raktározásra, amikor tovább bővült a termelés, és az 1840-es évek végétől egyre fokozódtak az állami megrendelések (a királyi kamara például a gyár vízjeles papírjainak is állandó vevője volt).
1846-ban, az iparkiállítás évében, Diósgyőrben 24 féle papírt állítottak elő. Az üzleti, hivatali világban általában használt koncept vagy fogalmi papírból kis és nagy alakú, közönséges méretű és regeszt fajtát, a kancelláriai, vagyis irodai papírból fehér és kékes színben gyártották ugyanezt a választékot, de készítettek csomagolópapírt, regál papírt és háromféle könyvkötő lemezt is. Az 1840-es években egy rizsma (6 kilogramm) írópapír ára 6 forint, a csomagolópapíré 10 forint, a posta veliné 15 forint volt, míg 100 bécsi font (1 bécsi font=0,56 kilogramm) könyvkötőlemez 18 forintba került.

### A 19. század második felében

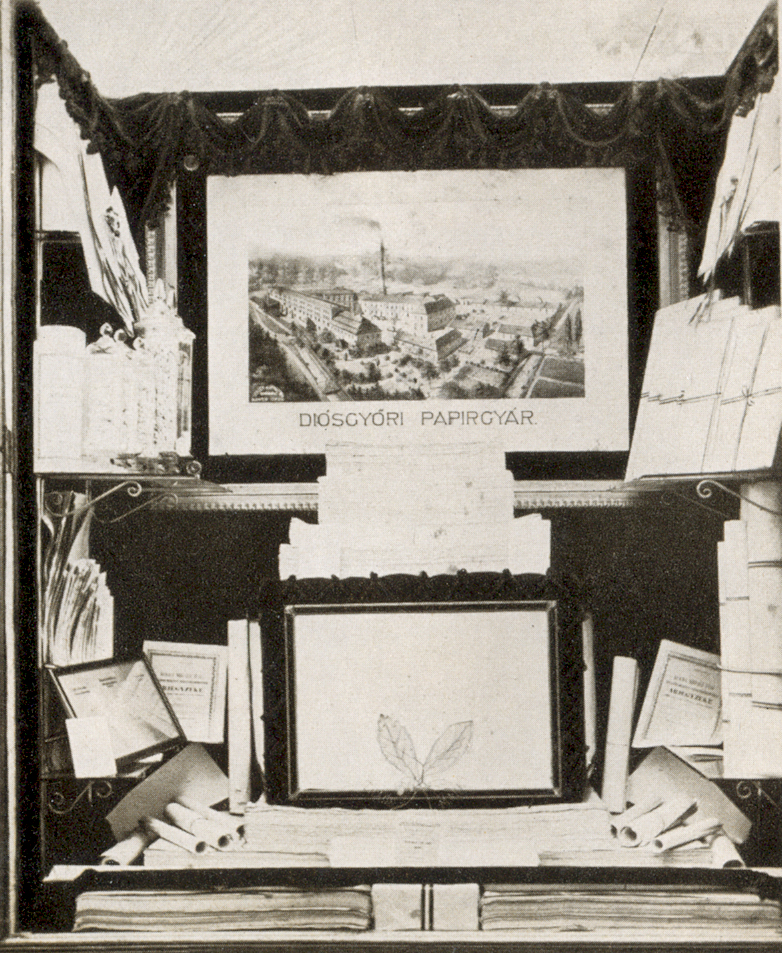
A papírgyár kiállítási szekciója az 1900-as párizsi világkiállításon

A papírgyártás iparosodásával együtt járt az új, nagyobb termelékenységet biztosító technológiák bevezetése. A diósgyőri gyár vezetői azonban – jól megfontolt elhatározásból – nem ezt az utat választották, mert bevezettek ugyan újításokat is, de megmaradtak a régi típusú, finomabb papírok készítésénél. Olyan termékeket gyártottak, amelyek megfeleltek a gyár adottságainak, a kiváló szakemberek felkészültségének. Még később, a papírgép termelésbe állítása után is fennmaradt a merítőszitás technológia. Így biztosították a versenyképességet a géppapírok bizonyos fajtáival szemben, és így maradtak meg, sőt fokozódtak az állami megrendelések. A Diósgyőri Papírgyár termékeinek jó minősége révén sikerült élen maradnia a 19. század második felének növekedő gazdasági versenyében is.
Valószínűleg 1846-ban került a Diósgyőri Papírgyárba a kiváló szakember, a gyár műszaki vezetője, Greutter Antal. Greutter az ausztriai Welsből származott, és egy levélből tudni, hogy a vezetőség „külföldről bajjal és nagy igyekezettel” szerződtette. Tudását, szakértelmét olyannyira elismerték, hogy meglehetősen nagy önállóságot kapott, fontos kérdésekben dönthetett, levelezhetett, szerződéseket írhatott alá. Később, az 1860-as évek végén bekerült a tulajdonosi körbe, mikor is az egyik tulajdonostárs, Lichtenstein György tulajdonrészét vette át. A gyár másik fontos szakembere Podhorányi Antal volt. Ősi nemesi családból származott, azonos nevű édesapja nemes ember, papírgyártulajdonos volt Kisszebenben. Pécsújfaluban máig állnak a Podhorányi-féle polgárházak. Fia eredményeit a millenniumi ünnepségek kapcsán 1897-ben az Országos Iparegyesület Ezüst Munkásérem kitüntetéssel ismerte el.
E két, európai szintű szakembernek volt köszönhető, hogy a gyárban komoly műszaki változásokat is bevezettek, ami további lendületet adott a termelésnek. Az 1870-es évek végére azonban abbamaradtak a további fejlesztések, feltehetően tőkehiány miatt. Az 1842-ben induló négy tulajdonostárs közül ekkor már csak Fiedler maradt meg, Lichtenstein György helyébe Greutter Antal lépett, Gotthard György meghalt 1871-ben, üzletrészét tíz rokon vitte tovább, Sandorasz Ernő részét Kollmann Vilmos kassai üzletember vette meg. Végül a tulajdonosok – további beruházások helyett – eladták a gyárat. Az 16 000 forintról szóló adásvételi szerződést Megay Adolf ügyvéd készítette el, és 1878. július 8-án írták alá. Az új tulajdonos 1879-től Kolba Mihály, Iglóról származó, tapasztalt papíripari szakember lett.
A papírgyár köré az idők folyamán munkáslakások épültek, egyszerű, szoba-konyhás épületek, ahol meglehetős zsúfoltságban élhettek a munkások és családjaik. A gyár területén csak a tulajdonosnak és az igazgatónak volt lakása. A korabeli munkáskolónia a Kolba Mihály által készített kiváló térképekről ismert. A születési és halálozási anyakönyvek szerint a kolóniára a háromgyermekes családok voltak a jellemzőek. A gyárban a század közepétől megjelentek a női munkavállalók is, és ismert az első női alkalmazott neve: özv. Fábián Rozália, aki 60 éves korában hunyt el a kolónián. A diósgyőri plébánia anyakönyvében (Matricula) a neve után a „Mola Papiracea” (Papírmalom) megjegyzés áll. A gyárban 1876-ban 36 munkás dolgozott, az alkalmi munkások száma 5–10 fő volt. A hazai papírgyárak között egyedül a diósgyőriben volt munkaközi szünet: 1–1 óra reggel és délben, a napi műszak 13 és fél óra volt (a szünetekkel együtt). Az átlagkereset az 1890-es években 12–15–20 korona volt.
Kolba Mihály, alig két évvel a gyár megvétele után műszaki fejlesztésekbe fogott, majd az 1890-es párizsi világkiállításon megvette a svájci Escher Wyss cég 150 centiméter széles hengerszitás papírgépét, négy hollandival együtt (egy ilyen gép ára akkoriban 150–200 ezer korona volt), s ezek munkába állításával jelentősen nőtt a termelékenység: míg 1846-ban 10 000 rizsma, mintegy 60 000 kilogramm papírt állítottak elő, addig 1885-ben már 160 000 kilogrammot, a napi termelés 200 kilogrammról 540 kilogrammra nőtt. A gép munkába állítását követő évben Kolba tiszta bevétele 240 000 forint volt, ami igen kiemelkedőnek mondható. Ehhez hozzájárult az új, nagyobb teljesítményű víz- és gőzerőgép telepítése is. A korszerűsítésre – az objektív szükségszerűségen túl – a gyár 1890-ben bekövetkezett leégése miatt is szükség volt. Ettől az időszaktól kezdve beszélhetünk gyárban ipari termelésről, végső soron a mai értelemben vett papírgyárról. Mindezek a változtatások a kiváló szakembergárda aktív közreműködésével valósult meg, miközben a gyár változatlanul megtartotta a hagyományos termékeit is.
A Diósgyőri Papírgyár közben folyamatosan részt vett a hazai és a külföldi szakkiállításokon. A legnagyobb elismerést az 1900-as párizsi világkiállításon érte el, ahol a termékei elnyerték a kiállítás nagy aranyérmét. Az 1885. évi Országos Általános Kiállításon nagy aranyérmet nyertek, és megkapták a Budapesti Diplomát. A „…kiállított fogalmazvány, iroda, finomabb író és velinpapírból álló, s részben légszárított merített papír-utánzatok, mind jó és hibátlan minőségűek, s erős enyvezésűek voltak” – írták az indoklásban. Fontos volt az 1896-os millenniumi ünnepségek kiállításán elért eredmény is, ahol a gyár millenniumi nagy érmet nyert. Ezekkel a sikerekkel a papírgyár már nem csak a hazai, de a nemzetközi papíripar élvonalába is bekerült.
A termelési korszerűsítés mellett rendkívül fontos volt a még mindig élő feudális jellegű rendszertől való elszakadás, a gyártelep földterületének a megvásárlása, a gyár tervezett bővítése. Kolbáék e törekvései áthúzódtak az 1900-as évekre, hatásuk pedig egyértelműen ekkor mutatkoztak meg. A vezetés 1877-ben tízéves föld- és vízhasználati bérleti szerződést kötött a diósgyőri uradalommal, amit azonban hamarosan felbontottak, és a földterületet megvásárolták, csak a vízhasználat rendje és módja maradt a régiben. Némi huzavona után a pénzügyminisztérium 1882. május 11-én engedélyezte az adás-vételi szerződés megkötését. Az ezt követő években a „Kolba és fia” (máshol „Kolba és fiai”) cég még további tíz ingatlant vett meg (az ügyletek az 1900-as évekre is áthúzódtak), és a gyárterület bővítése ezután is tovább folytatódott. E vásárlásokkal megszerezték a szükséges területeket, bővíthették a gyárat. Olyan termékeket gyárthattak, melyek segítségével a gyár megtalálhatta a helyét a tőkés gazdaság fokozódó versenyhelyzetében.

### A 20. század első fele

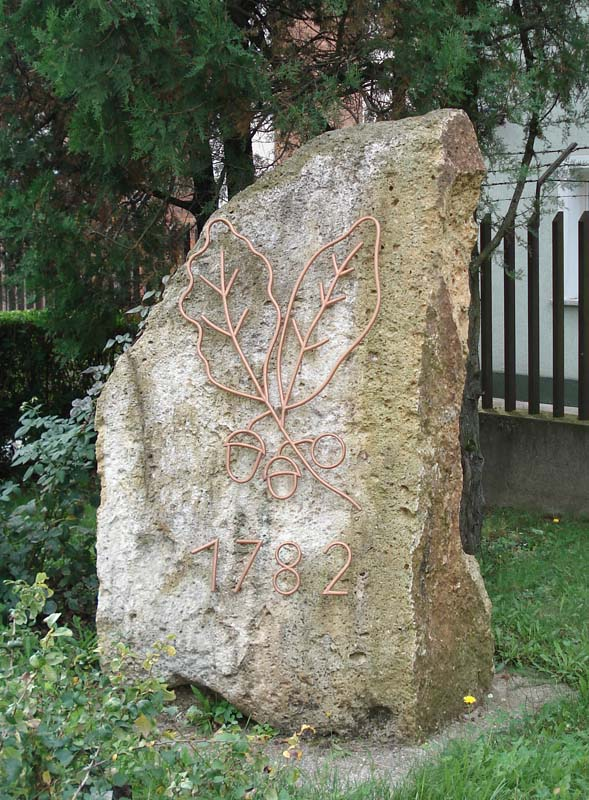
A diósgyőri papír védjegyének „szobra”

A papírgyár új beruházásaként 1904. június 14-én elkezdték egy új telep, az „alsógyár” építését a gyártól mintegy 500 méterre, ahol a finom papírhoz fel nem használható hulladékot dolgozták fel.
Ebben az időben gondot jelentett – nem csak a diósgyőriek számára –, hogy a nyomdák, újságkiadók és más papírt felhasználó cégek sok külföldi papírt használtak, ezért csökkent a hazai papírok iránti kereslet. Ezért a vallás- és közoktatási miniszter intézkedést hozott, aminek értelmében az iskolai füzetekhez, jegyzetekhez csak magyar papírokat szabad felhasználni, s az ellenőrizhetőség miatt közzétették a magyar papírgyárak vízjeleit. 1903-ban tovább bővítették a kört, és a minisztériumok és más hatóságok számára is előírták a hazai papírok használatát. Diósgyőr igen jól szerepelt, az öt ajánlott hazai papírgyár között volt, és így bőven kapott állami megrendeléseket, ami több évtizedes biztonságot jelenthetett számára, ráadásul az állami szállításra vonatkozó szerződést többször is meghosszabbították. Diósgyőrben 1925-től már bankjegy alappapírt is gyártottak.
Kolba Károly egy 1915. július 6-i keltezésű szerződésben két fiának, Viktornak és Róbertnek ajándékozta a gyár őt megillető 1/2-ed részét. A harmadik fiú, Miksa már korábban meghalt, és a szerződés kiegészítéseként özvegye, Munster Ella számára 6000 korona erejéig haszonélvezeti jogot jegyeztek be. Kolba Károly az 1920-as évek végén elhunyt tífuszban. Vegyészmérnök fia, Kolba Róbert lett a gyár igazgatója, akit később, 1932-ben kormányfőtanácsossá neveztek ki. Kolba Viktor a gyár mindenese volt, ő vitte a napi ügyeket, ő felelt a munkásfelvételtől a munkavédelemen át a raktározásig mindenért.
Az első világháború után, a trianoni békeszerződés következtében a papíriparnak 23,4%-a maradt az új országhatárokon belül, míg a nyomdaipar 89,2%-a maradt itt. Mindez komoly ellátási feszültséget okozott, a papírgyárak képtelenek voltak teljesíteni az igényeket.
A háború utáni években folyamatosan a finánctőke vette át a szerepet a papíriparban (is), és ennek pozitív eredményeként új papírgyárak is jöttek létre. A Diósgyőri Papírgyár berendezései lassan elavultakká váltak, a gyár termékei iránt – beleértve a reprezentatív papírokat is – csökkent a kereslet. Ezért elkerülhetetlenné váltak a korszerűsítések, az új beruházások. A tulajdonosoknak – Kolba Róbertnek, Kolba Viktornak és Kolba Mihálynak (az „öreg” Kolba Mihály unokájának) – azonban nem volt ehhez forrásuk, a megoldást a szükséges tőkebevitelre csakis a részvénytársasággá alakulás jelenthette. A tárgyalások a Magyar Nemzeti Bankkal kezdődtek meg, és ennek értelmében 1925. december 31-én megalakult a Diósgyőri Papírgyár Részvénytársaság, az alakuló ülés a Nemzeti Bank miskolci irodájában volt. A bank vállalta, hogy a tervezett korszerűsítésekhez biztosítja az anyagi fedezetet, a jegyzőkönyv szerinti módon: „Részvénytársaságunk átvette a Kolba M. fiai Diósgyőri Papír és Papírlemezgyára cég diósgyőri papírvállalatát és szavatolunk azért, hogy a gyár 1925. évi december hó 21. napja után a következő új gépeket és az azok felállításával kapcsolatos berendezéseket szerezte meg: 1 drb síkszitájú papírgép felszerelve, 4 drb Hollanderőrlő gép, 1 drb simító kalander, 1 drb keresztvágógép (Querschneider), 1 drb Kollergang, 1 drb 250 HP egyenáramú gőzgép, 2 drb 150 m² kazán túlhevítőkkel, 1 drb kisebb vágógép, új közlőművel, szűrőtelep gépi berendezése, 1 drb szivattyú és ehhez szükséges csővezeték, 2 drb felvonó, 3 drb elektromotor, enyvezési berendezés, lakatos és javítóműhely berendezés.” A szerződések értelmében az ügyek vezetését – a bank megbízásából – az Első Magyar Papíripar Rt. (EMPI) vette át, és a gyár bel- és külképviseletét is ők látták el, de a gyár vezetői Kolbáék maradtak. Az új feltételek között a gyár teljes termelésére megvolt a kereskedelmi fedezet, egy részét az MNB kötötte le, másik részét az EMPI vette át. Az új fejlesztéseknek eredményeként a gyár viszonylag jó berendezésekkel ellátott üzem lett, ahol adottak voltak az új követelményeknek megfelelő termelés alapjai.
Kolbáék eredetileg úgy gondolták, hogy a tíz évre kötött szerződés lejártáig vissza tudják fizetni a kölcsönöket, és így vissza tudják szerezni a teljes irányítást. A gazdasági helyzet azonban nem kedvezett nekik, sőt a banktőke ereje tovább nőtt, így a részvénytársaság eredeti felállása továbbra is megmaradt. Mindezek tetejébe éreztetni kezdte a hatását az a tény, hogy a bank által finanszírozott korszerűsítés használt gépekkel történt meg, a 165 centiméteres Salzer-féle papírgépet például Ausztriában selejtezték le. A pillanatnyilag előnyösnek látszó üzlet tehát magában hordozta a gyors műszaki elavulást.
A nagy gazdasági világválság idején a papírárak erősen estek, de a gyár eredményei még megfelelőek voltak (1931-ben a tiszta nyereség 57 129 pengő volt, és a részvényesek is kaptak osztalékot). A nehézségek ellenére a gyár elég jól termelt, annyira, hogy külföldről toborzott szakmunkásokat az osztrák Wochenblatt című lapban közzétett hirdetésben, amire természetesen rengetegen jelentkeztek egész Európából. A feltehetően több pozitív elbírálás közül két dolgozóról tudni, akit ekkor vettek fel a gyárba: az egyik Josef Neuhold kiváló osztrák papírgépvezető, aki később magyar állampolgár lett, a másik Mány Gyula szászsebesi lakos volt, aki a péterfalvi papírgyárban szerzett tapasztalatokat, és a temesvári felső kereskedelmi iskolát is elvégezte. Források szólnak arról, hogy az idegenből jött szakemberek jól beilleszkedtek a gyári kollektívába, és ők is tevékeny részt vállaltak a gyár századeleji jó hírnevének visszaszerzésében.
A gyárban 1939–1940-ben kikísérleteztek egy olyan műbőr anyagot (hulladékbőrt papírmasszával és vízhatlanító adalékkal kevertek), amelyet eredetileg könyvkötészeti célra, vagy oklevelek számára fejlesztettek ki. 1942-ben a Magyar Királyi Technológiai és Anyagvizsgáló Intézet a rostbőrlemezt alkalmasnak találta cipőgyártás céljára: „A minta talpbélés céljára mint bőrpótló anyag alkalmas.” A gyártásra vonatkozó döntés már a háborús készülődés keretében került sor, a termelés az „alsógyárban” történt. A háborús felkészülésre utal az is, hogy időközben titkos légoltalmi beruházásokat is végeztek, amiről az Iparügyi Minisztérium 34 244 (XVII) VI. 1939 számú, szigorúan titkos levelében kért tájékoztatást. Az esetleges ellátási problémákra felkészülve a gyár vezetői saját sertéshizlalda létesítését határozták el (az ellátással nem is volt probléma a háborús években). A gyárban közvetlenül a háború kitörése előtt 206 munkás dolgozott, és a háború alatt – hadiüzem lévén – a behívások alól többször felmentést kaptak, így a létszám gyakorlatilag nem csökkent. A gyár gépi berendezései azonban az 1940-es évekre elavulttá váltak, a dolgozók toldozták-foldozták a gépeket, de ez nem javított műszaki állapotukon, csak a termelés fenntartására voltak alkalmasak. Pedig a papírpénz alapanyag gyártására a fokozódó bankjegykibocsátás miatt szükség volt. A második világháború végére a gyár leromlott, elszegényedett állapotba került. A német csapatok el akarták szállítani a gépeket, de a dolgozók és a vezetők leszerelték a fontosabb alkatrészeket, és cellulózhalmok alá rejtették, így mentve meg azokat.

### A II. világháború után

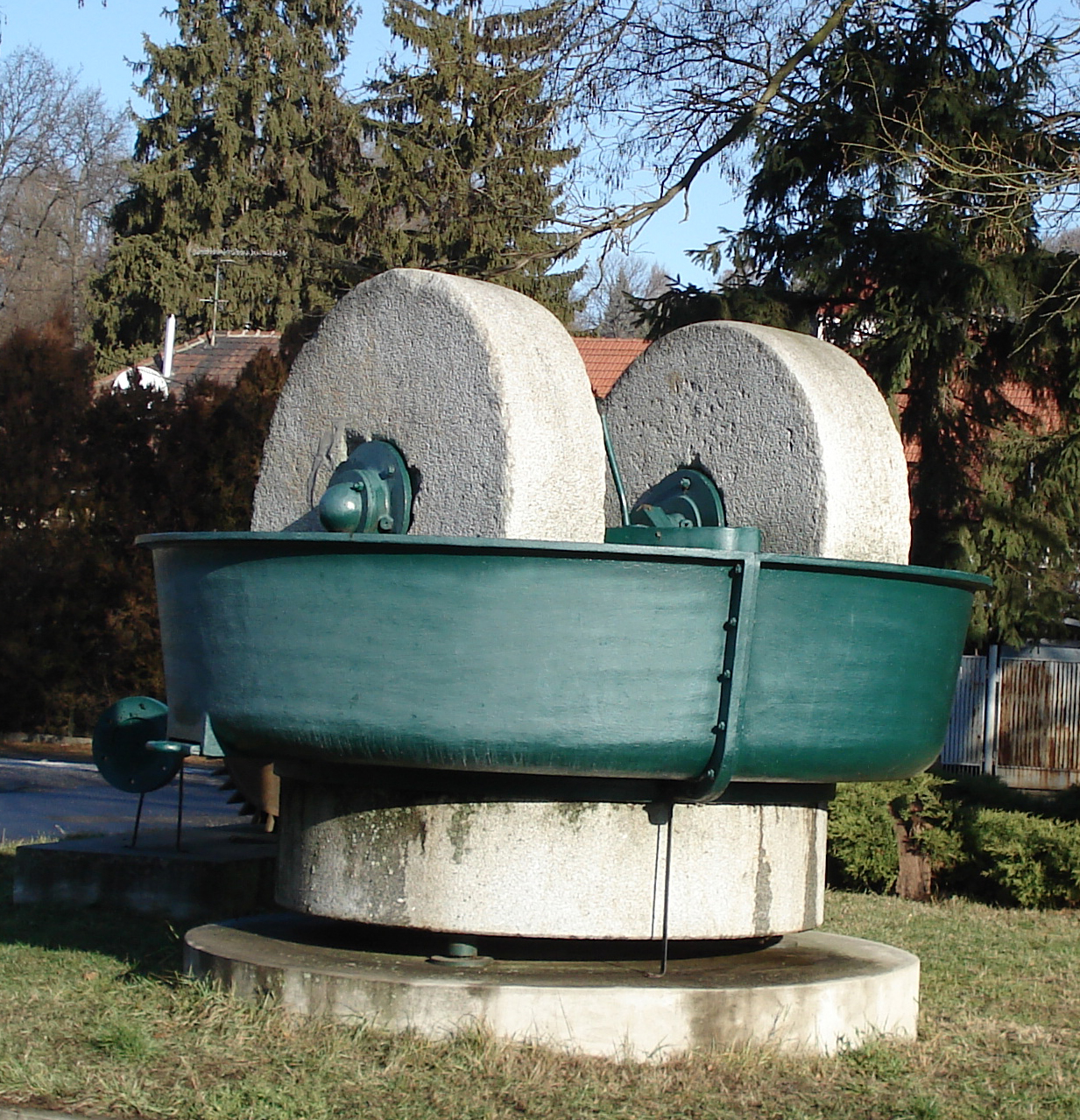
Kiállított görgőjárat a Papírgyár előtt

A háborús időszakban az üzem páncélszekrényét feltörték, irodáját kirabolták (ekkor tűnt el a 10 centiméter átmérőjű, 2–3 milliméter vastagságú párizsi nagy aranyérem is), az iratok elégtek, így rengeteg, a gyár történetének fontos dokumentuma is megsemmisült. A szovjet csapatok 1944. december elején érkeztek Miskolcra. A papírgyárral kapcsolatban ebből az időből fennmaradt egy jegyzőkönyv a gyárban meglévő készpénzről, amelyet Pavel Gyuskov műszaki hadnagy és Szokolovszky Károly főkönyvelő vett fel december 13-án. A 43 515 pengő készpénzt a papírgyár főkönyvelőjénél helyezték el. Egy másik, december 22-én kézzel írt levélben Gyuskov olajat kérvényezett a generátorhoz és a tető lefestéséhez, amit már a munka újrakezdéséhez tett első lépésként lehet értékelni. A háború nem okozott komolyabb kárt a papírgyár épületeiben és berendezéseiben, ezért a diósgyőri volt az első munkát kezdő papírgyár. A termelés 1945. február 12-én, egy másik forrás (a Diósgyőr Papírgyár Rt. 1947. évi közgyűlési beszámolója) szerint 1945 márciusában indult meg. Először rotációs papírt (újságpapírt), majd bankjegypapírt is gyártottak. A termelés ebben az időszakban természetesen nem lehetett gazdaságos. 1945 és 1947 között nem történt semmiféle üzemfejlesztés, és a korszerűtlen berendezések miatt felmerült a gyár végleges leállításának a lehetősége is. Minthogy azonban – minden nehézség ellenére – évről évre növelni tudta a termelését (1945: 1175 tonna, 1946: 1313 tonna, 1947: 1664 tonna), a gyár megmenekült, és 1948-ban a Diósgyőri Papírgyárat államosították. Az első munkásigazgató Konczwald Imre volt.
Az államosítás után megkezdődtek a papírgyár fejlesztésének tervezési munkálatai, de a tényleges korszerűsítés csak 1952-ben indulhatott el. Ekkor először a gőzgépes meghajtást elektromos hajtásra cserélték, felszámolták az addigi transzmissziós meghajtást, új csatornarendszert alakítottak ki, megoldották a szennyvíztisztítást, a fa tetőszerkezeteket vasbetonra cserélték, megfelelő oldal- és felsővilágítást valósítottak meg. A fejlesztések következtében 1948-ban az üzem termelése meghaladta a 2200 tonnát, és 1955-ig folyamatosan 2500 tonna körül mozgott. Ezt követően némi visszaesés volt megfigyelhető (2400 tonna körüli értékre), ami azonban azt jelezte, hogy a gyárban ismét elkezdtek a minőségi papírok gyártásával foglalkozni, sőt ettől kezdve ez a Diósgyőri Papírgyár termelési filozófiája is lett.
A nyersanyaghelyzet azonban továbbra is problémát okozott, nagy nehézséget jelentett megfelelő minőségű alapanyaghoz jutni. Pfaff Hugó, a gyár későbbi főmérnöke sikeres kísérleteket folytatott arra vonatkozóan, hogy az importcellulózt ki lehessen váltani. Hazai textilhulladékból (lenkócból és lenkender kártolási hulladékból) állította elő azt a rongyféle anyagot, amellyel 50%-ban lehetett helyettesíteni a cellulózt. Más újításokat is bevezettek: például itt alkalmazták először a paraffinenyvezést, amivel a nagy (18–22%) töltőanyag-tartalmú illusztrációs papír esetén is sikerült jó eredményeket elérni. A Diósgyőri Papírgyárat a kormányzat 1958. április 2-án, 175 éves fennállása alkalmából a Munka Vörös Zászló Érdemrenddel tüntette ki.
A papírgyárban 1956–1957-ben komoly rekonstrukciót hajtottak végre. A cél változatlanul a különleges papírminőségek gyártása volt, az NDK-ból, a freibergi PAMA cégtől vásárolták meg az ehhez szükséges gépi berendezéseket, és ezen kívül is számos korszerűsítést hajtottak végre. Az új gépsor 1957. április 12-én kezdett termelni. A beruházás annyira jelentős volt, hogy akkoriban „harmadik gyáralapításról” beszéltek. A gyárban komolyan javították a szociális körülményeket is, az alsógyár épületéből pedig 21 lakásos lakóházat alakítottak ki.
A Diósgyőri Papírgyár – az országos általános struktúraátalakítási hullám részeként – az 1963-ban létrehozott, a papírgyárakat és a papírfeldolgozó üzemeket egyesítő Papíripari Vállalat egyik gyára lett. A vállalaton belül megindult a profiltisztítás, ami a diósgyőri gyár számára előnyökkel és hátrányokkal is járt. Egyfelől megmaradtak a különleges minőségi papírok, másfelől új papírféleségek gyártását is megkezdték (más helyről ideszállított gépek segítségével), és megindult a papírfeldolgozói rész kialakítása is. 1964-ben kasírozó gépet helyeztek üzembe a Játékkártyagyár beruházásában, 1967-ben tejespalackzáró korongokat gyártó gépeket hoztak a Budai Dobozgyárból, majd cukrásztálcákat és sajtdobozokat is kezdtek gyártani, Csepelről egy újabb papírgépet hoztak át. A termelési volumen ennek megfelelően megugrott, a dolgozói létszámot is jelentősen bővítették. Míg 1966-ban 229-en dolgoztak a gyárban, addig 1970-ben a létszám már 455 fő volt. Figyelemre méltó az is, hogy az 1966-ban gyártott papírok átlagos négyzetmétertömege 116 g/m² volt, és ez 1970-ben már 136 g/m²-re emelkedett. Az össztermelés 1980-ban 5867 tonna volt. A tömegtermelés mellett ekkor is fontos termékei voltak a gyárnak a minőségi papírok: a szép nyomópapírok, a személyi okmányok és a bankjegyek papírjai, a bélyegpapírok, a kártyapapírok és a rajzpapírok (a főként műszaki rajzokhoz használt rajzpapírok közkeletű elnevezése – utalva a Diósgyőri Papírgyár névre – „dipa” volt).

## A Diósgyőri Papírgyár napjainkban
A rendszerváltáskor, 1990-ben a Diósgyőri Papírgyár leányvállalati rangot kapott. 1993-ban a Pénzjegynyomda Zrt. tulajdonába került, és azóta újra részvénytársaságként működik.
A cég 1995 és 1997 között nagyszabású gépi beruházást hajtott végre, amivel megvalósultak a modern, biztonságipapír-gyártás feltételei. Üzembe állítottak egy olasz gyártmányú papírgépet is, így lett alkalmas a papírgyár a korszerű követelményeknek megfelelő, speciális védelmi elemekkel ellátott papírok gyártására. Fontos dátum a gyár történetében 2002, mert ekkor szállítottak külföldre először bankjegy alappapírt. Egyéb biztonsági papírokat (útlevél, címke és csekk alappapírok) már ezt megelőzően is exportáltak. Ugyanebben az évben minősített NATO-beszállítók is lettek.
A gyárban sík- és hengerszitás technológiával gyártanak papírokat. Síkszitás eljárással az általános célú papírokat készítik, de itt is használhatnak vízjelet, amit a drótminta vagy dombormű benyomásával rögzítenek a még nedves rostokba. A hengerszitás eljárással speciális, formázott, többtónusú vízjelet, de biztonsági szálakat is alkalmazhatnak. Ebben az esetben a vízjelformát a hengerszita felületébe préselik. A papírgép működését számítógépes vezérlés és folyamatos ellenőrző rendszer segíti. A gyárban folyó minőségi munkát jelzi, hogy 1999-ben megszerezték az ISO 9002-es minőségi tanúsítványt, majd 2002-ben az ISO 9001-es minőségügyi és az ISO 14001 környezetvédelmi tanúsítványt.
A papírgyár termékkínálata:
- Bankjegy alappapírok. Az európai szintű biztonsági papírok pozicionált, több tónusú vízjelet, biztonsági szálat és hologramfóliát tartalmaznak. Kifejlesztésekor figyelmet fordítottak a szilárdságra és az élettartamra.
- Okmány alappapírok. Az útlevelek, az anyakönyvi kivonatok, a tanügyi nyomtatványok és más egyéb igazolványok alapanyaga, különböző, a szükségleteknek megfelelő védelmi rendszerrel, például mágnescsíkkal.
- Jegy alappapírok. A közlekedési cégek, a kulturális és sportrendezvények belépőit, jegyeit, étkezési jegyeket gyártanak belőle. Ezekbe is lehet beépítve vízjel vagy hologramfólia.
- Vízjeles nyomópapírok. A cégek számára készített reprezentatív, cégnévvel vagy/és logóval ellátott papírok, mappák, levélpapírok, névjegykártyák stb. készülhetnek belőle.
- Biztonsági kartonok. Ezeket a kartonokat beléptető rendszereknél, az áruvédelemben, a forgalomfigyelésben stb. használják fel. Az ilyen kartonok akár kártya formátumban is készülhetnek, és különböző védelmi elemeket építhetnek beléjük (pelyhező, planchette, hologram, biztonsági szál és mágnescsík).
- Közhiteles okmányok. Tulajdoni lapok, közjegyzők és minisztériumok által használt országcímeres levélpapírok.
- Öntapadós biztonsági papírok. Zárjegyek, bélyegek, esetleg vízumok alappapírja, amelyek szintén tartalmazhatnak biztonsági elemeket.

## Vízjelek

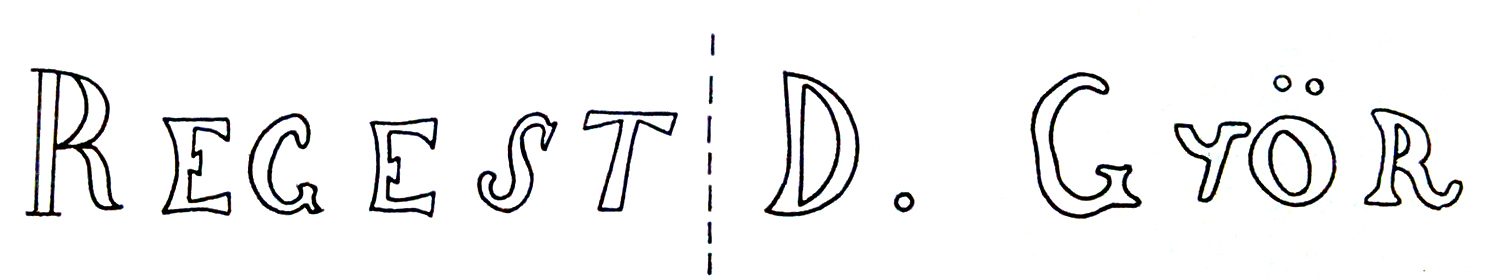
Az első ismert diósgyőri vízjel 1802-ből

A vízjeleket a papírmalmok kialakulásakor kezdték alkalmazni; a papírkészítő mester a merítőszitába vékony, 0,5–1 milliméter átmérőjű rézhuzalból a saját termékét jelölő mintát, rajzolatot erősített. A merített papíron a drótszál fölött valamivel vékonyabb lett a papír, és a mintázatot átlátszatban lehetett megfigyelni. A papírgépek megjelenése után a vízjelek alkalmazása átmenetileg háttérbe szorult, de csakhamar beiktatták az eguttőr (vízjelnyomó) hengereket, és ezekre applikálták a megfelelő rajzolatot. Az így kialakított vízjelet a már összenemezelődött, nedves papírba nyomják bele, és az ilyen vízjelet „utánzott”-nak nevezik. A „mesterséges” vízjelet a présszakasz végén, a „molette” hengerrel nyomják a már majdnem kész papírba. Az ilyen vízjelet kézzel is ki lehet tapintani.
A régi papírok és a vízjelek azonosítása esetenként rendkívül nehézkes, mert régen a papírokat igen „takarékosan” használták: akkorát vágtak le belőlük, amekkorára éppen szükség volt. A hivatalokban például egy ívre két aktát írtak, és a felezőnél vágták el.
A diósgyőri papírmalom megalapításának első évtizedeiből csak kevés vízjeles papír maradt fenn. Bogdán István papírtörténet kutató  A diósgyőri papírgyár első évszázada című munkájában tette közzé az általa ismert 19. század eleji diósgyőri papírokról összegyűjtött ismereteit. Eszerint az első ismert diósgyőri vízjel 1802-ben keletkezett, amiről a kutató a következőket írta: „Felhasználója: diósgyőri uradalom, 1802. okt. 2. Papíradatok: átnézete felhős, 1–2 mm-es rostszálak, csomók, felülete félsima, színe sárgásfehér, rugalmas, félvastag, mérete 410×520 mm, 84 g/m². Szitaadatok: merevítő – szélességgel párhuzamos – 1 mm átm. 18 db 28 mm-re, bordázat – hosszúsággal párhuzamos – 1 mm átm. 287 db/7/10 0,8 mm-re, bordalekötő látszik, 0,5 mm átm. Vízjeladatok: bordázatra merőleges, 1 mm átm. koncközépen, verzál betűkkel, bal koncon a papírfajta neve: REGEST, balról, ívközéptől 90–90, fentről, lentről 197–197 mm-re, jobb koncon a gyár neve rövidítve: D.Györ, ívközéptől, jobbról 90–90, fentről, lentről 197–197 mm-re.” A vízjelen lévő Regest felirat az ív méretére utal: a regeszt méretű papírok 400×500 milliméteresek. Az alkalmazható papírméreteket Bécs írta elő 1754-ben, s ennek értelmében a tíz papírméret fajtát, némelyiken belül kis és nagy méretet határoztak meg (280×380 mm-től 540×750 mm-ig.) A második ismert diósgyőri vízjelet egy 1820. március 8-án kelt végrendelet papírján fedezték fel, REGEST és D G felirattal.

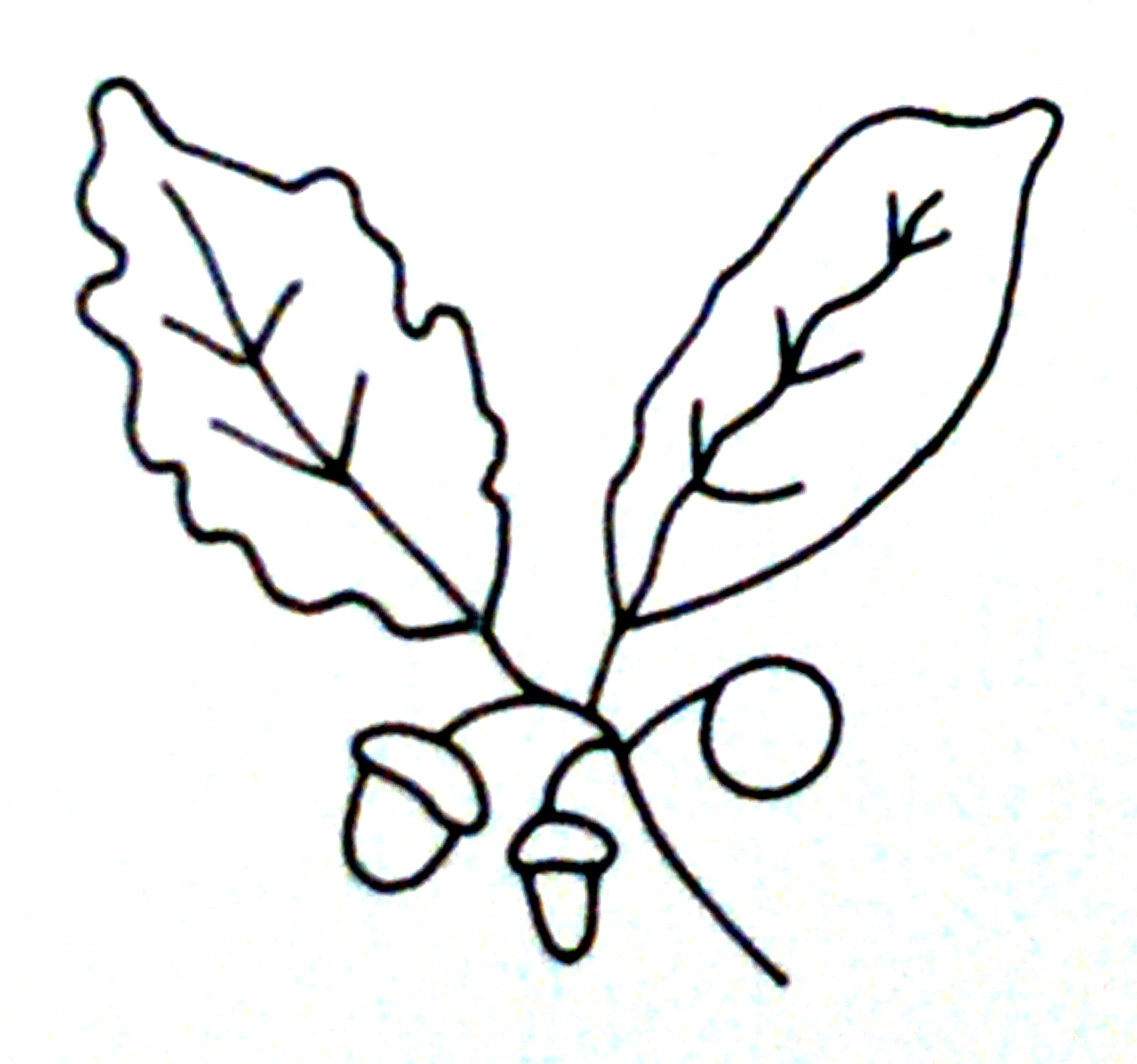
A Diósgyőri Papírgyár bejegyzett védjegye 1900-ból

Amikor Diósgyőrben 1890-ben beállították a svájci papírgépet, az eguttőr hengereken rögtön elhelyezték a vízjeleket. Minthogy azelőtt a merítőszitás technológiát használták, ahol természetes volt a vízjel használata, a diósgyőri papírokon szinte folyamatos volt a vízjelezés. A vízjelek alkalmazása azonban az 1900-as, a hazai papíripar védelmében hozott rendelkezések következtében kötelező is volt. Bizonyos helyeken kötelezővé tették a magyar papírok használatát, és az engedélyezett papírok vízjeleit (gyakorlatilag védjegyeket) az ellenőrizhetőség érdekében egy terjedelmes vízjel mintafüzetben tették közzé.
A Diósgyőri Papírgyár első bejegyzett védjegye, a legismertebb és azóta is használt tölgyes-bükkös-makkos vízjele 1900-ban keletkezett. A rajzolaton sima levelű bükkfalevél és cakkozott tölgyfalevél látható, a szárából kihajló makktermésekkel. A vízjel a maga módján telitalálat: utal egyrészt a papírgyárnak a faiparhoz való kapcsolatára, a Bükk-vidékre, a tölgyfa szilárdságára, mintegy az erő szimbólumára. A V alakban készült kompozíció ugyanakkor a győzelem szimbólumát is idézi. Valószínű, hogy a vízjel már korábban elkészült, a párizsi világkiállításra készíttethette Kolber Mihály tulajdonos. Így egy olyan motívummal jelenhetett meg külföldön, ami lehetővé tette, hogy az idegenek számára nehezen kiejthető és megjegyezhető Diósgyőr helyett egy kifejező jelképpel azonosíthassák a gyárat.
A Diósgyőri Papírgyár ezután is folyamatosan használta a védjegyét, ami azonban kissé változott a különböző változatokban. A gyár másfajta vízjeleket is alkalmazott. Ezek egyik csoportja az államkötvénypapírok, pénzjegypapírok, bélyegek alapanyaga, tehát a biztonsági papírok. Diósgyőr már korán kapott állami megrendeléseket, ezekhez szükség volt a speciális papírvízjelekre. Ugyanakkor különleges vízjelet kívántak egyes megrendelők a levélpapírjaikhoz is (például bankok, nagy cégek). A vízjelek egyre díszesebbek, egyre összetettebbek lettek, például a 19–20. század fordulóján készült címeres-koronás motívum, amelyet bükkös-tölgyes koszorúban helyeztek el. Különleges, nagy méretű vízjelet készítettek a gyár fennállásának 200. évfordulójára. A rajz a papírkészítés klasszikus módját ábrázolja. Az egyik „fehérmíves” merít, a másik szitából fordítja ki a papírt, a harmadik az íveket rétegeli. A merítőkádon feltüntették a makkos diósgyőri vízjelet is. A Diósgyőri Papírgyár legújabb biztonsági papírjain többtónusú vízjeleket is alkalmaznak, amiket biztonsági szállal és hologrammal kombinálhatnak.
Néhány diósgyőri papírvízjel:

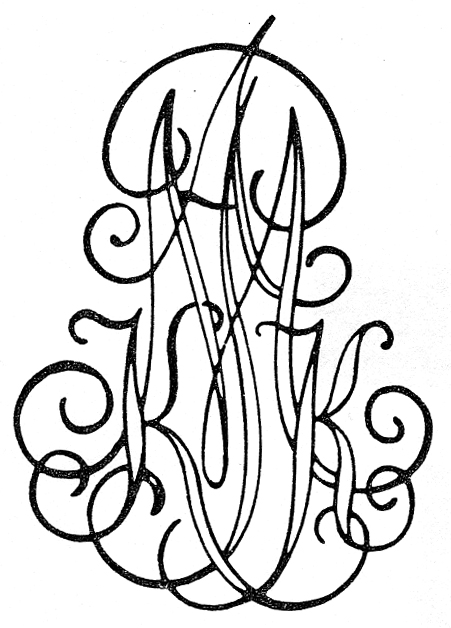
A Magyar Királyi Államnyomda vízjele, 1898-ból
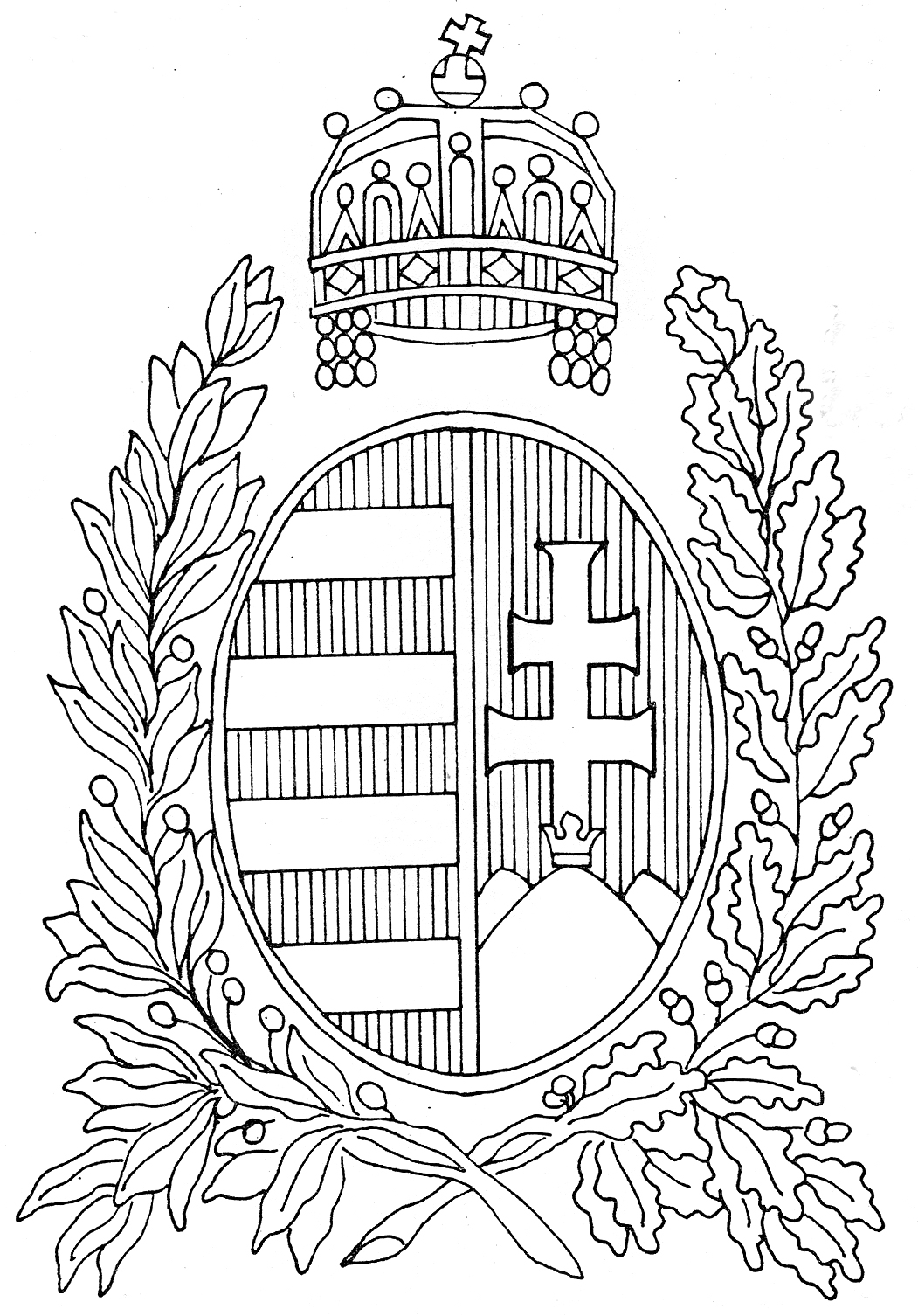
Címeres vízjel a 19. század végéről, a 20. század elejéről
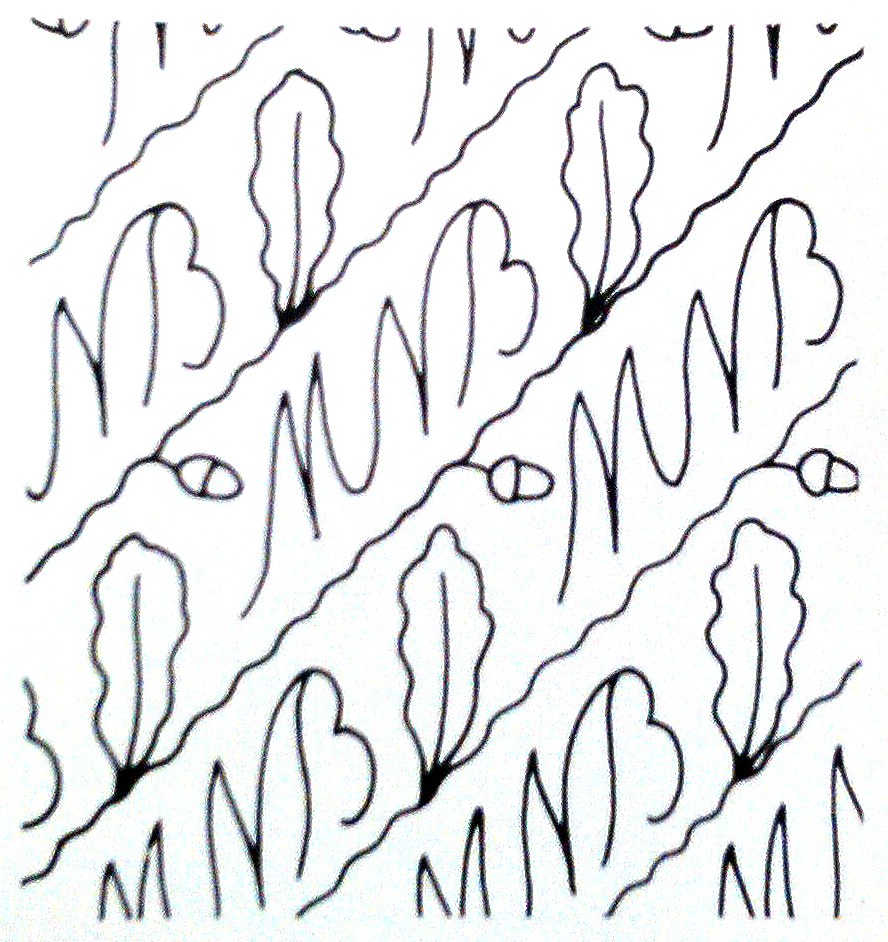
A Magyar Nemzeti Bank vízjele a 20. század elejéről
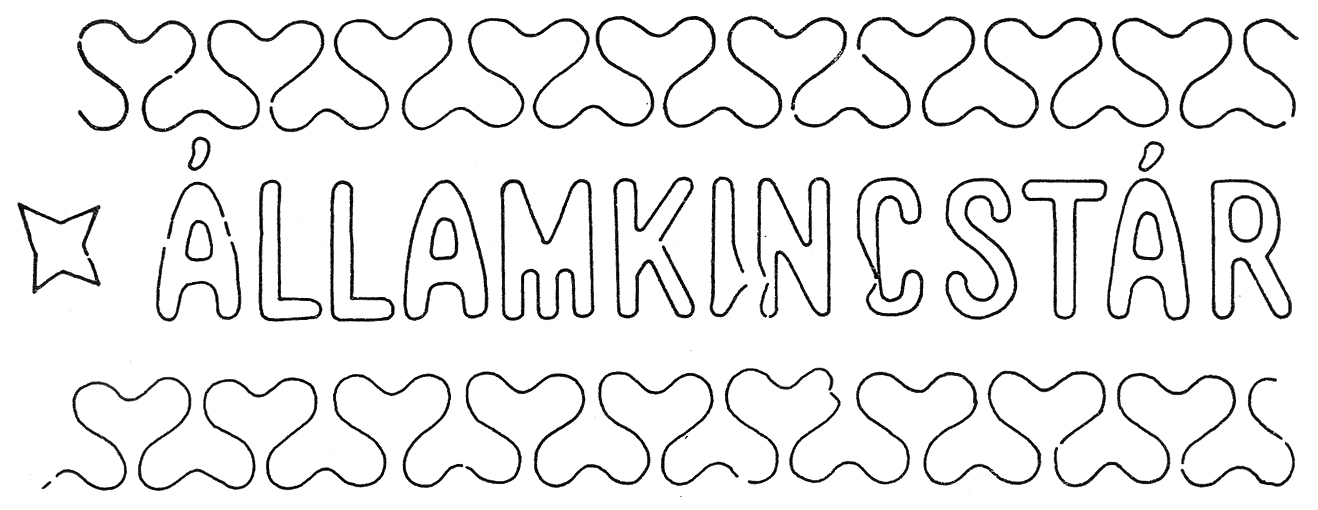
Államkincstári vízjel a 20. század elejéről

## Múzeum
A Diósgyőri Papírgyár a hagyományok őrzésére és a szakma tiszteletére 1982-ben egy kiváló, Közép-Kelet-Európában egyedülálló Papíripari Múzeumot rendezett be a gyár történelmi ereklyéiből. A saját fenntartásban működő múzeumot jelentősen átalakítva és felfrissítve 2002 szeptemberében nyitották meg újra. A múzeumban egy korabelit idéző papírmerítő műhelyt is berendeztek. A kiállítás a gyár területén található, és a közönség is látogathatja.